# Přejezd pro cyklisty

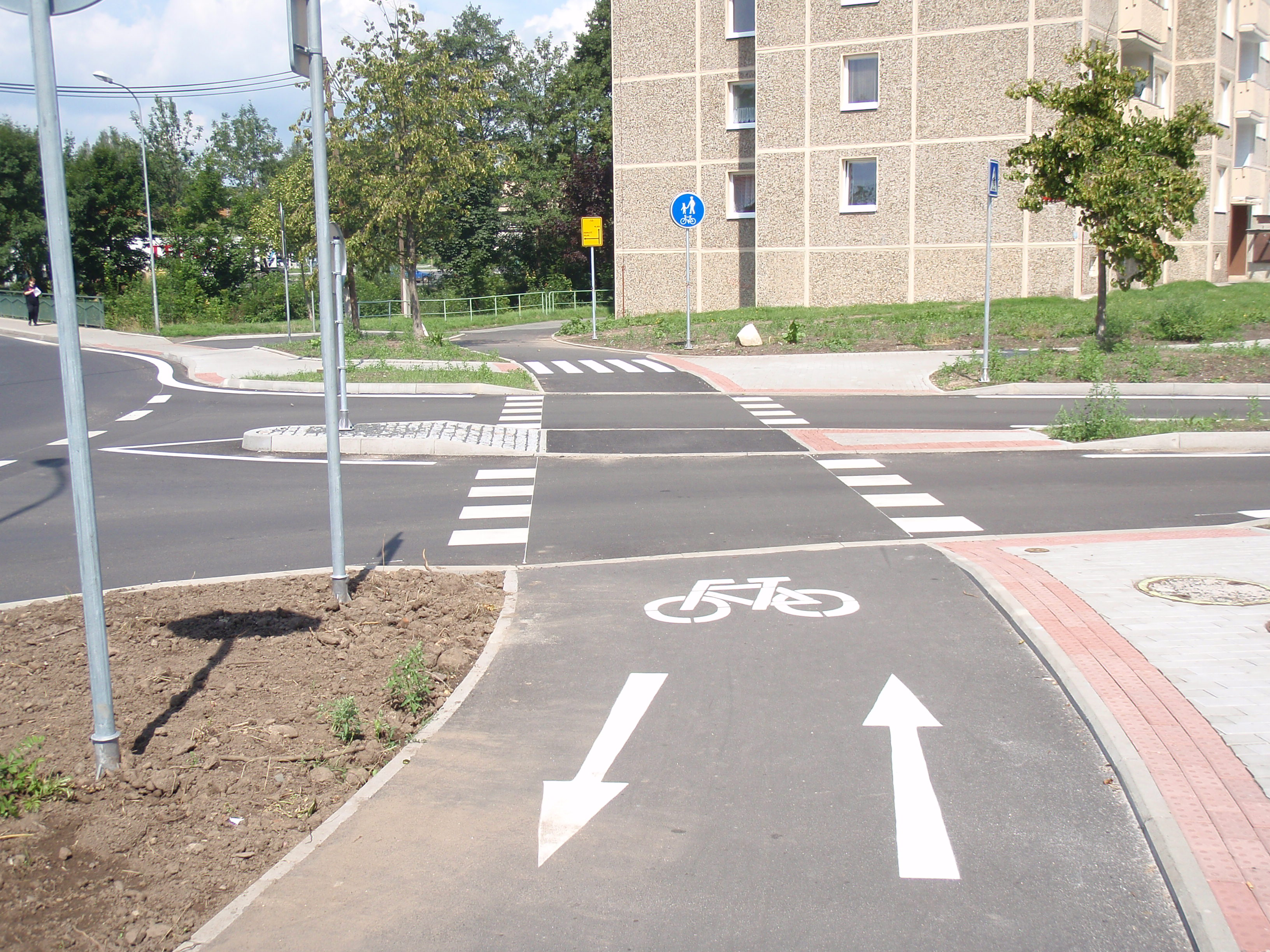
Přejezd pro cyklisty v Karlových Varech

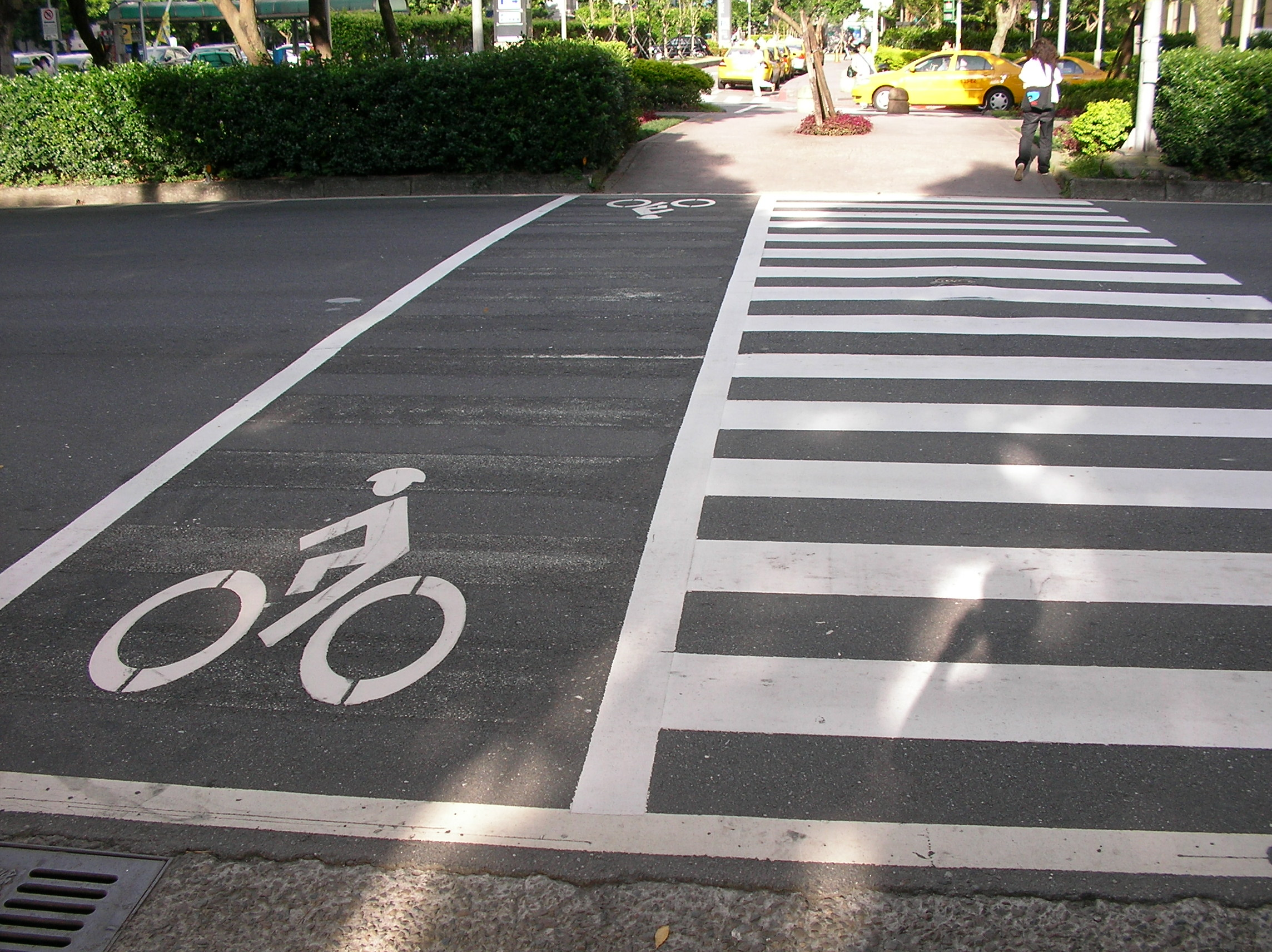
Sdružený přechod s přejezdem na Tchaj-wanu

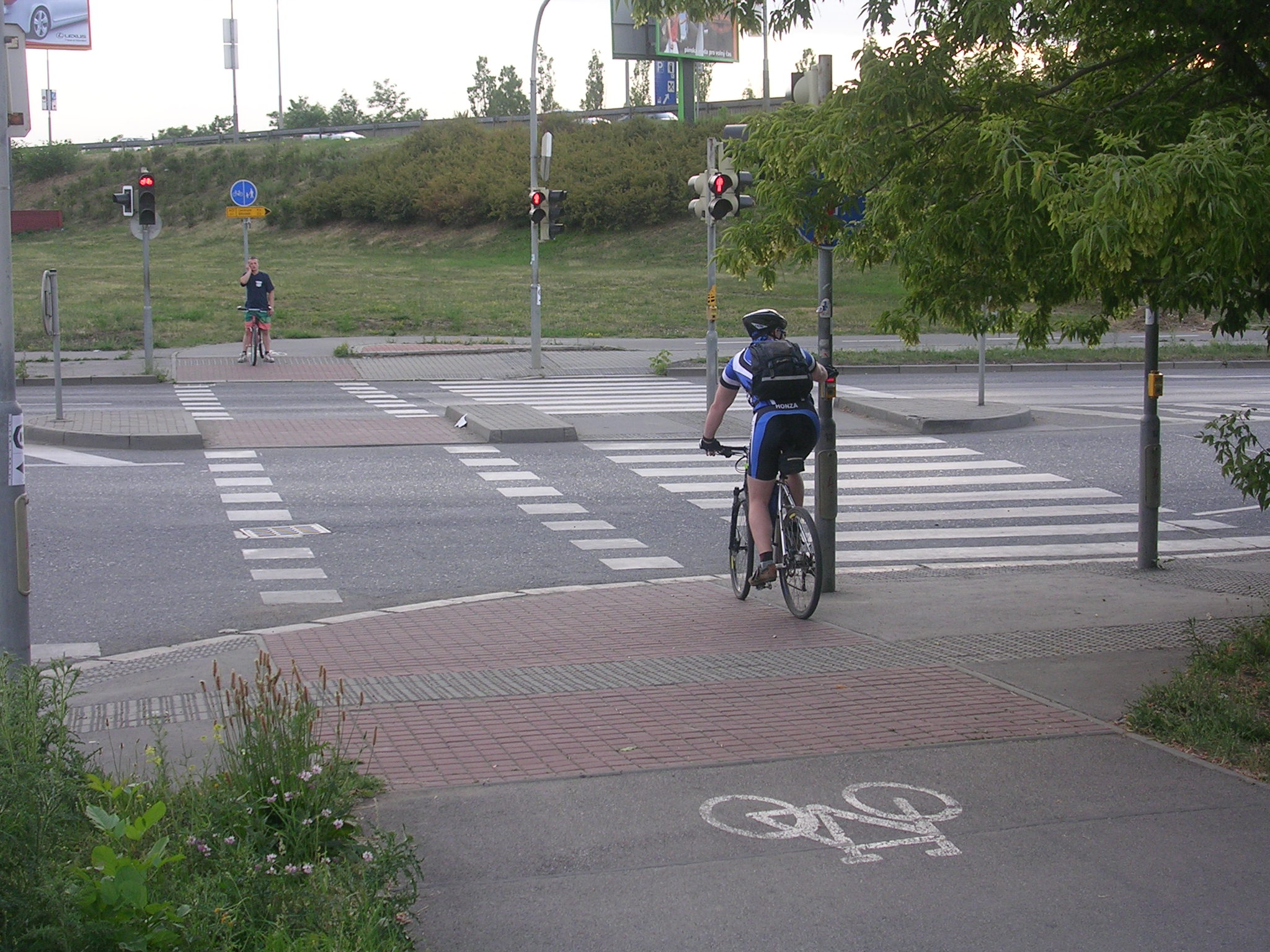
Světelně řízený přejezd pro cyklisty a přechod pro chodce v Praze-Krči, druhý nejstarší cyklopřejezd v Praze

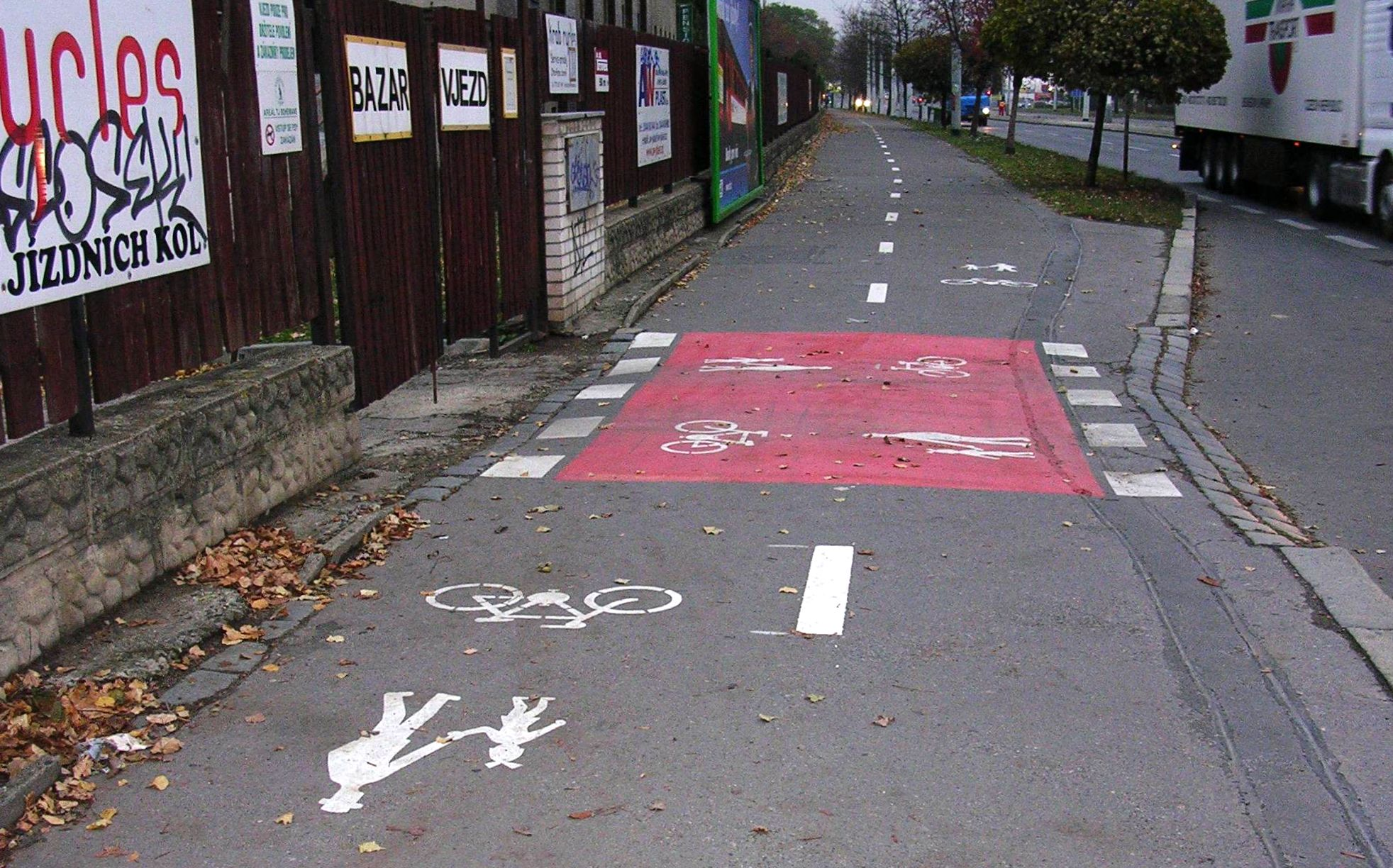
Vyznačení přejezdu na křížení sdílené stezky pro chodce a cyklisty s výjezdem z objektu, Praha-Braník

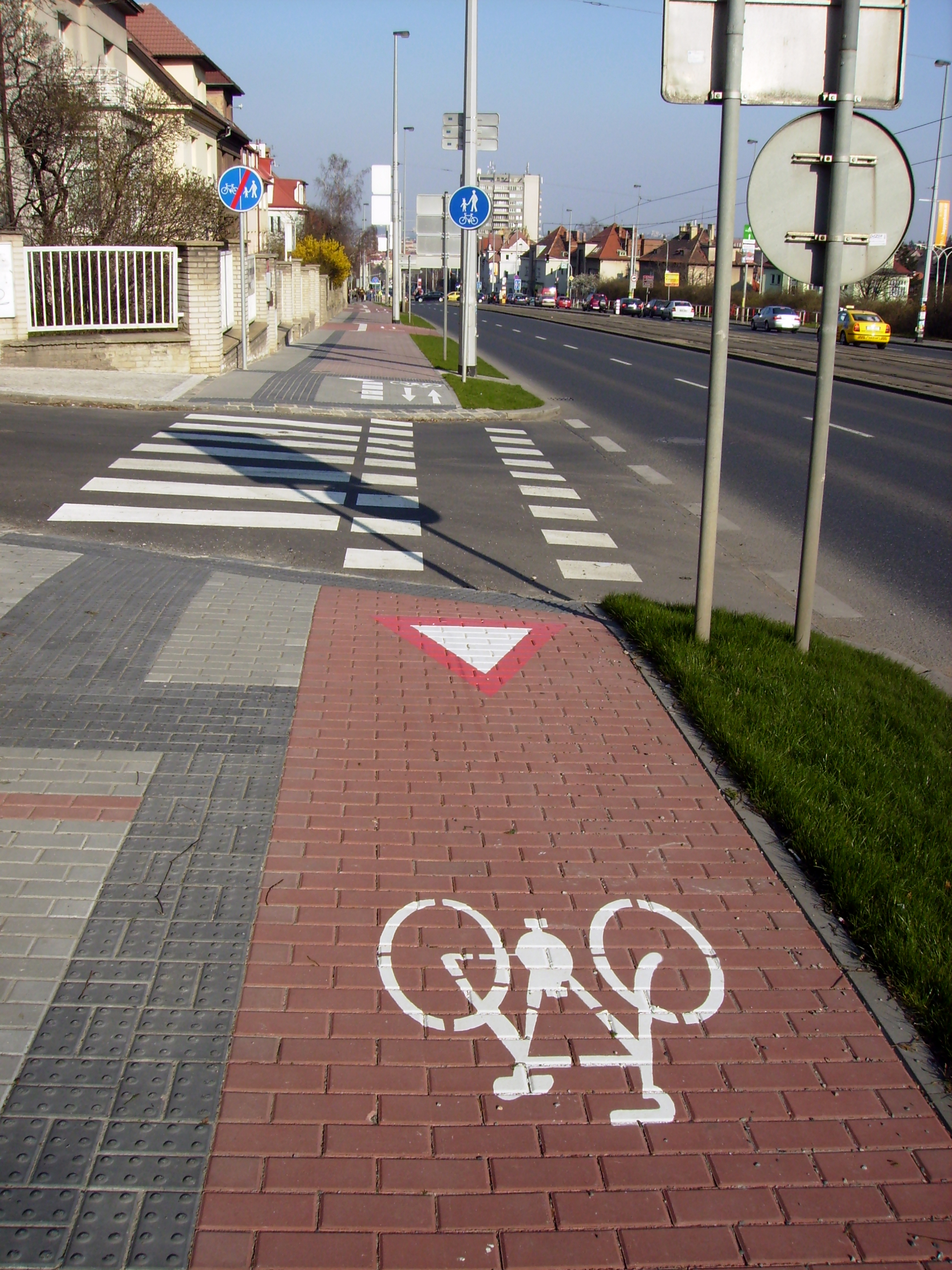
Přejezd přes Vilímovskou ulici na sdílené stezce podél Evropské ulice v Praze-Dejvicích, vybudován v roce 2006

Přejezd pro cyklisty je místo na pozemní komunikaci určené pro přejezd cyklistů a označené příslušnou dopravní značkou. Je určen pro přejezd vozovky, případně i jiných jízdních pásů. Vyznačuje se na vhodném a bezpečném místě, zaručujícím rozhled cyklistům i řidičům, často v návaznosti na stezku pro cyklisty, stezku pro chodce a cyklisty nebo ve směru vyznačené cyklistické trasy nebo směru s frekventovaným provozem cyklistů. Přejezd může být buď neřízený, nebo vybavený světelnou signalizací; pro cyklisty se v takovém případě používají speciální signály tříbarevné soustavy.

## Česká republika

### Značení
Vodorovnou značku přejezdu pro cyklisty zavedla v Československu s účinností od 1. ledna 1976 vyhláška federálního ministerstva vnitra č. 100/1975 Sb., o pravidlech silničního provozu. Pro tuto značku byl nově vyhrazen jeden ze dvou dosavadních způsobů vodorovného vyznačení přechodu pro chodce, význam této vodorovné značky byl touto vyhláškou změněn a tím byl završen proces přeměny přechodů pro chodce na zebrové značení. Zároveň byla toutéž vyhláškou zavedena svislá výstražná značka A 19 Cyklisté. Svislá informativní dopravní značka Přejezd pro cyklisty byla v České republice zavedena vyhláškou ministerstva vnitra č. 30/2001 Sb. s účinností od 31. ledna 2001 pod označením IP 7 (analogická výstražná značka zavedena nebyla). Novelizační vyhláška č. 247/2010 Sb. s účinností od 14. září 2010 zavedla k dosavadní vodorovné značce V 8a ještě značku V 8b Přejezd pro cyklisty přimknutý k přechodu pro chodce, a to ve dvou variantách (s barevnou výplní a bez barevné výplně). Podle § 19 vyhlášky 30/2001 Sb. může být plocha přejezdu pro cyklisty oproti vyobrazení ve vyhlášce plocha barevně odlišena červenou barvou nebo jiným způsobem.
Definice přejezdu pro cyklisty je uvedena v § 2 písm. ll) (poslední položka paragrafu) zákona 361/2000 Sb., o silničním provozu, kam byla vložena s účinností od 1. července 2006 velkou novelou č. 411/2005 Sb. Závazná pro vyznačení přejezdu je vodorovná dopravní značka. Informativní svislá značka IP 7 se podle § 12 odst. 1 písm. g) vyhlášky č. 30/2001 Sb. umisťuje k přejezdu pro cyklisty zejména tam, kde by jej řidič jinak neočekával.
Vodorovné dopravní značení přejezdu pro cyklisty je ze zákona nadřazeno dopravním značkám vyznačujícím parkoviště (§ 76 odst. 7 zákona č. 361/2000 Sb.).

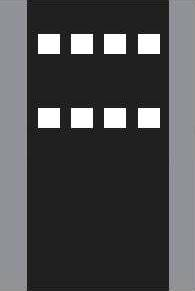
V 8 Přejezd pro cyklisty
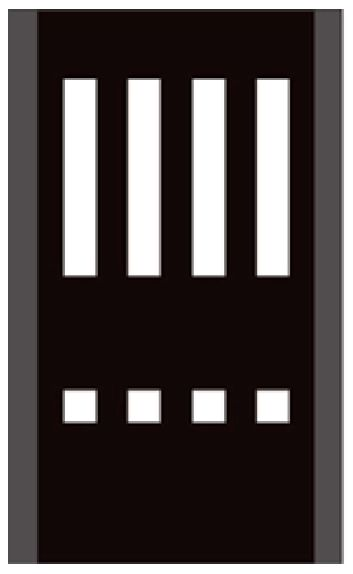
V 8b Přejezd pro cyklisty přimknutý k přechodu pro chodce
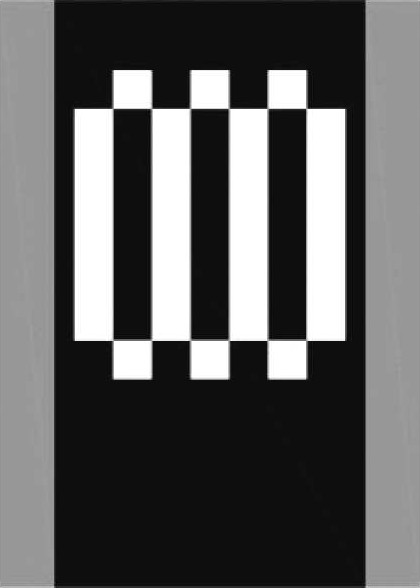
V 8c Sdružený přechod pro chodce a přejezd pro cyklisty (od 2016)
IP 7 Přejezd pro cyklisty

### Zákon o provozu na pozemních komunikacích
Řidič nesmí ohrozit cyklistu přejíždějícího pozemní komunikaci po přejezdu pro cyklisty. To znamená, že řidič má povinnost si počínat tak, aby cyklistovi přejíždějícímu pozemní komunikaci nevzniklo žádné nebezpečí.
Na signál Volno řidič musí dát přednost cyklistům přejíždějícím ve volném směru po přejezdu pro cyklisty.
Řidič nesmí předjíždět na přejezdu pro cyklisty a bezprostředně před ním.
Řidič nesmí otáčet a couvat na přejezdu pro cyklisty.
Řidič nesmí zastavit a stát na přejezdu pro cyklisty a ve vzdálenosti kratší než 5 metrů před ním.
Před vjezdem na přejezd pro cyklisty se cyklista musí přesvědčit, zdali může vozovku přejet, aniž by ohrozil sebe i ostatní účastníky provozu na  pozemních komunikacích, cyklista smí přejíždět vozovku, jen pokud s ohledem na vzdálenost a rychlost jízdy přijíždějících vozidel nedonutí jejich řidiče k náhlé změně směru nebo rychlosti jízdy. Na přejezdu pro cyklisty se jezdí vpravo.
Vodorovná dopravní značka přejezd pro cyklisty je v místě užití nadřazena svislé dopravní značce parkoviště nebo zóna s dopravním omezením se symbolem upravujícím zastavení, stání nebo parkoviště.

### Výklad zákona
Cyklista nesmí na přejezd vjet bez toho, aniž by se přesvědčil o tom, že neohrozí sebe nebo někoho jiného. Jakmile ale vjede na vozovku, tuto povinnost již nemá, naopak ostatní řidiči jej nesmí ohrozit.
Na rozdíl od přechodu pro chodce řidič nemá povinnost snížit rychlost jízdy nebo zastavit vozidlo před přejezdem pro cyklisty, sníží-li rychlost jízdy nebo zastaví-li vozidlo před přejezdem pro cyklisty řidiči ostatních vozidel jedoucích stejným směrem. Také nemá zakázáno cyklistu na přejezdu pro cyklisty omezit (povinnost počínat si tak, aby nebylo jinému účastníku na pozemní komunikaci nijak překáženo), a také nemá zakázáno ohrozit nebo omezit cyklistu, který zjevně hodlá přejíždět pozemní komunikaci po přejezdu pro cyklisty. Na rozdíl od chodce na přechodu pro chodce, nesmí řidič tramvaje ohrozit cyklistu na přejezdu pro cyklisty. 

### Historie pravidel
Pravidla pro užívání přejezdu pro cyklisty se objevila v obecně závazných právních předpisech teprve velkou novelou č. 411/2005 Sb. s účinností od 1. července 2006, tedy až 30 let po legislativním zavedení těchto přejezdů. 
V dubnu 2010 informovaly Lidové noviny, že ministerstvo dopravy schválilo balíček změn, podle kterého má být kromě zavedení nových dopravních značek do vyhlášky také zavedena do zákona nová definice přejezdu pro cyklisty, podle níž by údajně cyklisté měli mít na přejezdu „přednost před auty“ podobně jako chodci na přechodu. Vyhláška s novými dopravními značkami byla vydána v srpnu pod číslem 247/2010 Sb., ke změně pravidel provozu na přejezdu však nedošlo a žádný vládní ani jiný návrh novely zákona v tomto smyslu nebyl v roce 2010 podán, tato změna není obsažena ani v legislativních doporučeních pracovní skupiny jmenované ministerstvem dopravy z dubna 2010. V jiných zemích je přednost cyklistů na přejezdu obvyklá.

### Řízení provozu
Signály pro cyklisty mohou být použity jak na přejezdu pro cyklisty, tak pro vyhrazený cyklistický jízdní pruh. Cyklistické signály pro cyklisty mají ve vyhlášce 30/2001 Sb. označení S 10, přičemž ve stejném významu může být použito i plných kruhových světel (S 1), pod nimiž je umístěna dodatková tabulka s vyobrazením cyklisty. Sdružený signál pro chodce a cyklisty se používá pouze na přechodu pro chodce sdruženém s přejezdem pro cyklisty, ve vyhlášce 30/2001 Sb. jsou uvedeny pod označením S 11. Zařazení fáze volna pro cyklisty může být podmíněno stisknutím tlačítka cyklistou, vzácněji může být použita automatická detekce (např. indukční smyčka pod povrchem či detekční kamery).
Na řízené křižovatce musí řidič dát přednost cyklistům přejíždějícím po přejezdu pro cyklisty (§ 70 odst. 2 písm. c) zák. 361/2000 Sb.). Tato úprava byla do zákona zařazena až novelou č. 411/2005 Sb. s účinností od 1. července 2006. Do té doby byl v zákoně nevyřešený rozpor, kvůli kterému některá města signalizaci pro cyklisty vůbec nezřizovala. V Olomouci došlo k nehodě, kdy cyklista jel na zelenou po přejezdu a po souběžné vozovce jelo současně na zelenou auto, které odbočilo vpravo a srazilo cyklistu. Podle zákona nebylo možné situaci vyřešit, město poté signalizaci pro cyklisty kvůli tomuto rozporu vypnulo.

### Historie použití

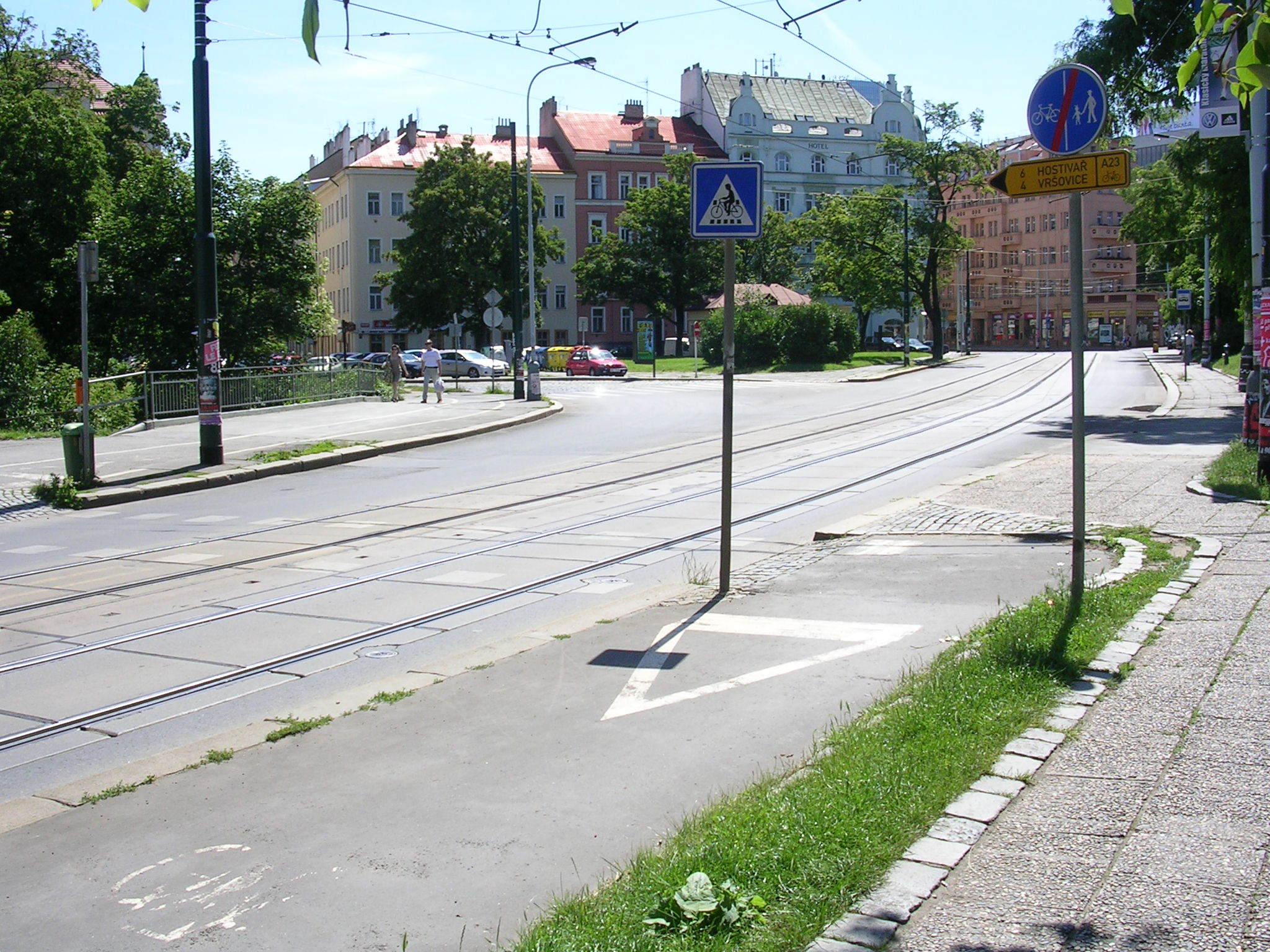
Nejstarší pražský přejezd pro cyklisty

V prosinci 2010 bylo v Praze podle centrální magistrátní evidence 19 přejezdů pro cyklisty. Prvním na území Prahy byl přejezd přes ulici Na Slupi na hranici Nového Města a Nuslí, vyznačený v roce 2000 v rámci Greenway Botič. K blíže neurčeným datům do konce roku 2005 byly vybudovány ještě další (Sulická a Hráského), 4 v roce 2006 (Vídeňská, Štorchova, Vrbova a Vilímovská), 2 v roce 2007 (Hládkov), 7 v roce 2008 (Novodvorská, K Radonicům, Filipovského, Dobrovolného, V parku, U studánky), 1 v roce 2009 (Jelínkova) a 2 v roce 2010 (Vokáčova Milady Horákové). Z těchto 19 přejezdů je 6 světelně řízených (Sulická, Vídeňská, 2× V parku, Vokáčova a Milady Horákové) a 5 jednosměrných, nejbližší další zřízení bylo plánováno na konec roku 2010 a rok 2011 do oblasti Vypichu a Kbel. Některé typy přejezdů pro cyklisty však v tomto seznamu a počtu nejsou vůbec zahrnuty.
V roce 2008 se objevily první dva přejezdy v Sokolově.

## Jiné země

Rakouská výstražná značka 11a (v Česku nemá obdobu)
Polská dopravní značka D-6b (v Česku se vždy používají značky odděleně)
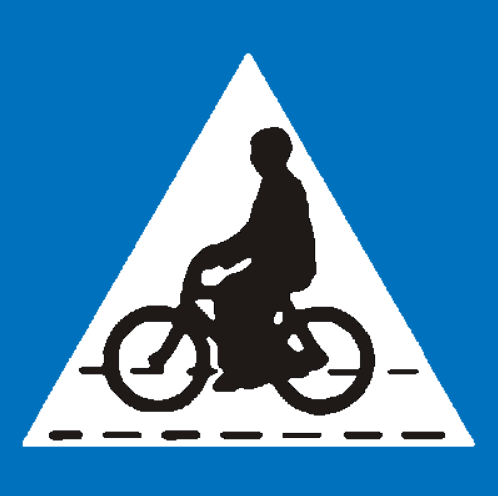
Řecká dopravní značka
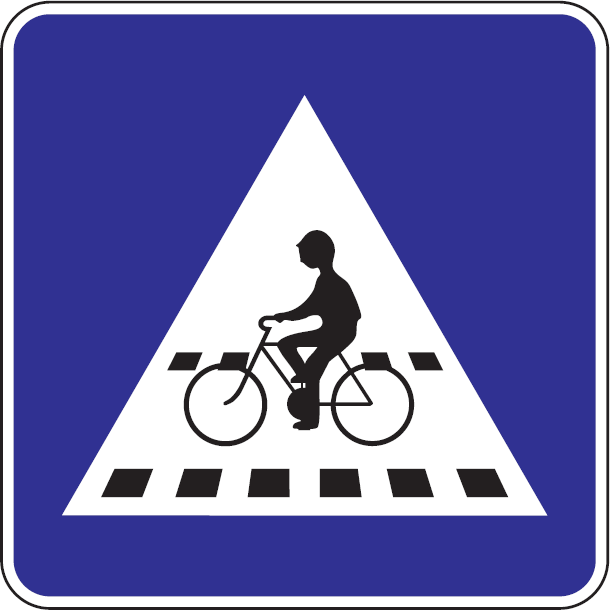
Slovenská dopravní značka
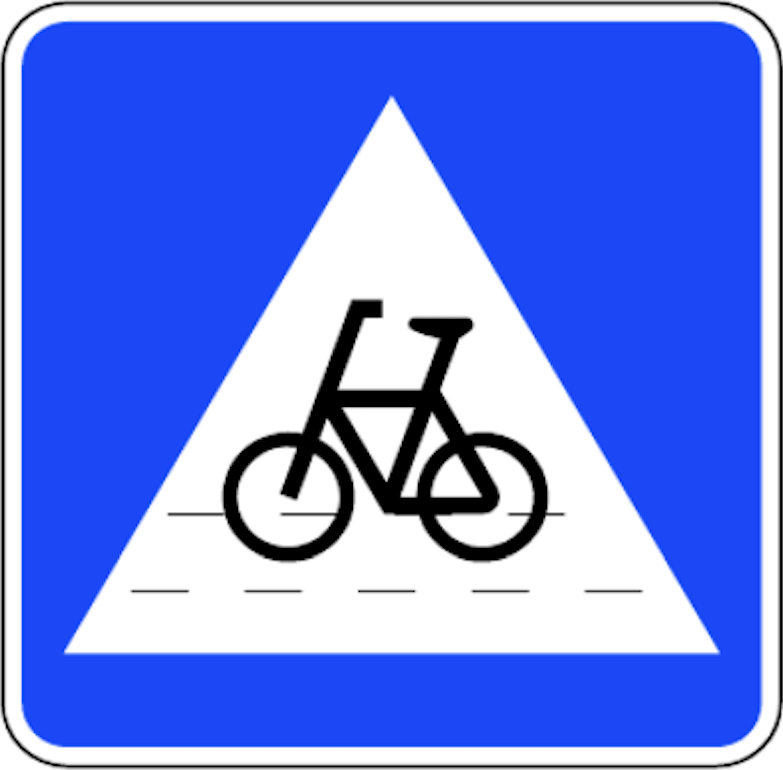
Singapurská dopravní značka